# Shigeo Sugimoto
Shigeo Sugimoto (Prefectura de Hyogo, Japó, 4 de desembre de 1926 - 2 d'abril de 2002), és un exfutbolista japonès.

## Selecció japonesa
Shigeo Sugimoto va disputar 3 partits amb la selecció japonesa.